# Изабелла ле Диспенсер
Изабе́лла ле Диспе́нсер, графиня Ву́стер и Уо́рик (англ. Isabel le Despenser; 26 июля 1400 — 1439) — дочь и наследница Томаса ле Диспенсера, графа Глостера; бабушка английской королевы Анны Невилл.

## Биография
Изабелла родилась через шесть месяцев после казни за участие в заговоре против короля Генриха IV её отца, Томаса ле Диспенсера. Матерью Изабеллы была Констанс Йоркская, дочь Эдмунда Лэнгли, герцога Йоркского, и Изабеллы Кастильской. Кроме самой Изабеллы, в семье было четверо детей (три мальчика и девочка), трое из которых умерли в детстве. Кроме того, от связи с Эдмундом Холландом, графом Кентом, у матери Изабеллы была дочь Элеанор. Старший брат Изабеллы, Ричард, умер бездетным в 1414 году, сделав Изабеллу богатой наследницей.
По материнской линии Изабелла приходилась правнучкой английского короля Эдуарда III и двоюродной тёткой сразу двум английским королям, Эдуарду IV и Ричарду III, и герцогине Бургундской. Кроме того, женой Ричарда III была Анна Невилл, внучка Изабеллы.

## Семья
Изабелла была дважды замужем, последовательно за двумя кузенами, носившими одинаковые имена, и являвшимися внуками Томаса де Бошана, 11-го графа Уорика:
- Ричард де Бошан — 1-й граф Вустер; единственный сын Уильяма Бошана, 1-го барона Бергавенни, и Джоан Фицалан. В браке с ним Изабелла родила единственного ребёнка — дочь Элизабет, которая унаследовала от отца баронство Бергавенни. Ричард погиб в битве при Мо в 1422 году.
- Ричард де Бошан — 13-й граф Уорик; единственный сын Томаса де Бошана, 12-го графа Уорика, и Маргарет Феррерс. В браке с ним Изабелла родила двоих детей — сына Генри и дочь Анну. После смерти Ричарда в 1439 году, титул графа Уорика получил Генри, как единственный наследник мужского пола, родившийся в двух браках отца. После смерти Генри его титулы и владения унаследовала его двухлетняя дочь Анна, которая скончалась через три года. Благодаря браку с Ричардом Невиллом, сестра которого была женой Генри, младшая дочь Изабеллы унаследовала титулы и владения, некогда принадлежавшие её отцу.

## Герб Изабеллы ле Диспенсер

Родовой герб Изабеллы: Щит четверочастный, пересечённый левой чёрной перевязью; в первой и четвёртой частях — серебряное поле; во второй и третьей — червлёное поле, переплетённое золотом [герб Диспенсеров].
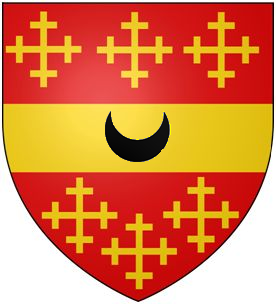
Герб первого мужа Изабеллы, Ричарда де Бошана, 1-го графа Вустера: в червленом поле золотой пояс с чёрным полумесяцем в сопровождении шести перекрещенных золотых крестов [герб Бошанов младшей ветви]
Герб второго мужа Изабеллы, Ричарда де Бошана, 13-го графа Уорика: в червленом поле золотой пояс в сопровождении шести перекрещенных золотых крестов [герб Бошанов старшей ветви]